# Michal Nesázal

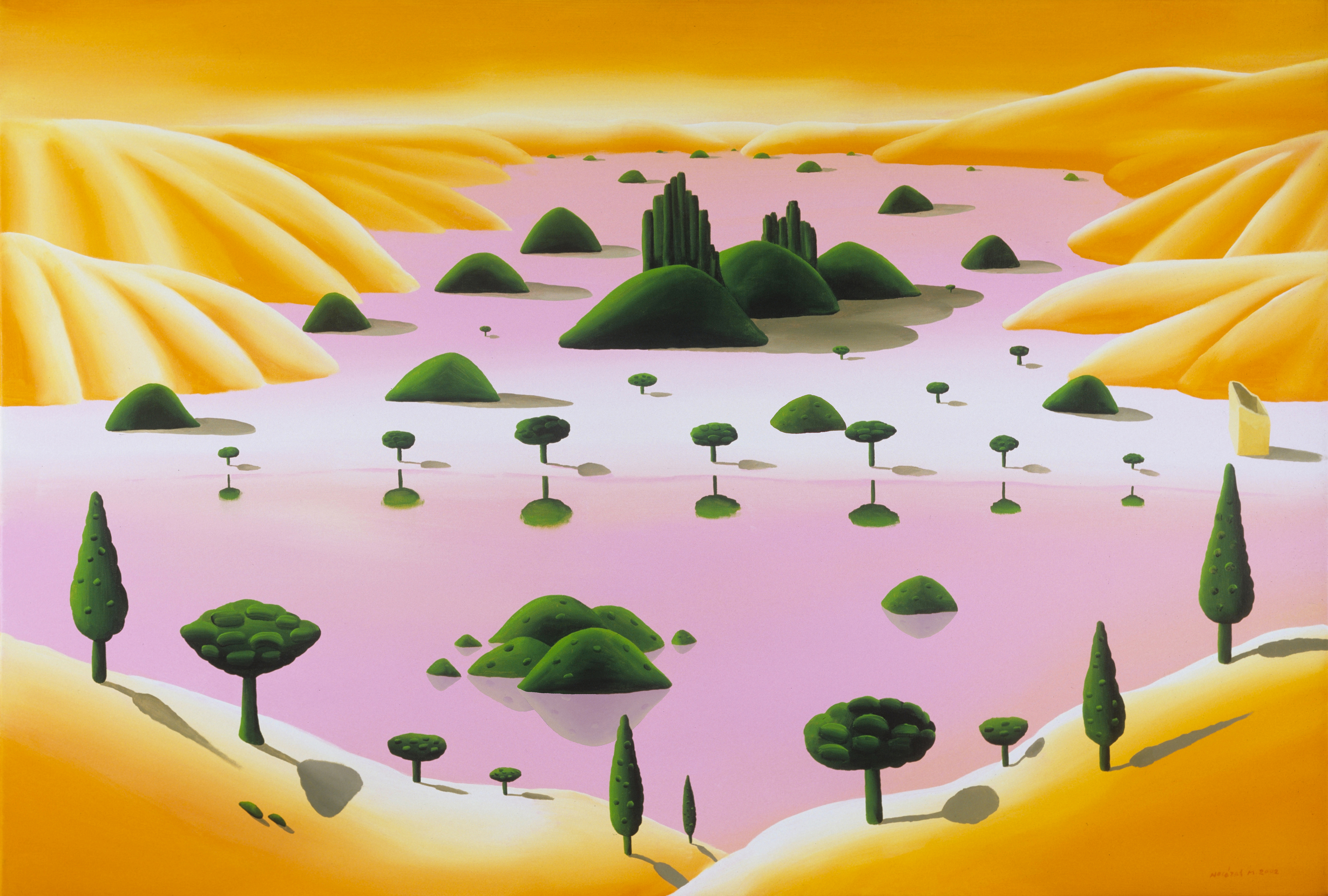
Orange Valley 2002

Michal Nesázal (* 1963, Brno) je český výtvarník, který absolvoval Střední uměleckoprůmyslovou školu v Praze a následně Akademii výtvarného umění v Praze v ateliéru profesora Jiřího Sopka. Je zakládajícím členem skupiny Pondělí, která působila v letech 1989 až 1993 a programově se vymezovala proti návratu k historii a avantgardě. V roce 1992 získal Cenu Jindřicha Chalupeckého. Nesázalovo dílo je charakteristické jemností, imaginativností a snovou fantazií. Věnuje se především malbě, ale nebrání se ani jiným vyjadřovacím prostředkům. Během své kariéry absolvoval řadu zahraničních studijních pobytů, mimo jiné v Austrálii, USA a Číně.

## Základní data
- 1984 – 1991 – Akademie výtvarných umění v Praze, Praha; (MgA.) prof. Jiří Sopko
- 1992 – Laureát Ceny Jindřicha Chalupeckého [2]

## Studijní pobyty
- 1992 – Austrálie, University of Western Sydney
- 1993 – San Francisco, Headland Center for the Arts, Artist in Residents
- 1993 – New York
- 1999 – Srí Lanka, Kandy, Unawatuna, Colombo
- 1998 – Jižní Francie a Monako
- 2006 – Artist in Residents, Vermont Studio Center, USA
- 2008 – Šanghaj
- 2009 – Hongkong

## Některé samostatné výstavy
- 1991 – Praha, Galerie Pi-Pi Art, „Česká duše”
- 1992 – Austrálie, University of Western Sydney, „Co pro Vás mohu udělat”
- 1993 – Praha, Galerie MXM, „Ropa v nás”
- 1993 – Praha, Galerie Václava Špály, Cena Jindřicha Chalupeckého
- 1994 – Praha, USA Center, “Californie a dál…”
- 1995 – Praha, Galerie JNJ, “Stará dobrá tráva”
- 1995 – Zlín, Galerie Archa
- 1996 – Praha, Galerie Behémót
- 1997 – Praha, Galerie V. Špály, „Představte si, co se mi zdálo, ono se mi to nezdálo”
- 1998 – Galerie Na Bydilku, Brno + Václav Stratil, "Nevymyslíš"
- 1998 – Praha, Galerie Nová síň, „Nejkrásnější svět”
- 2000 – Parlament České republiky
- 2002 – Klatovy, U Bílého Jednorožce “NEONLAND 2202”
- 2004 – Praha, Galerie Jelení “Neonland ”
- 2006 – Galerie Caesar –„Čistá země“
- 2007 – Galerie Brno, ULTRASPACE
- 2008 – Galerie Via Art, VIVIDSPACE
- 2011 – Galerie ArtPro , MIMOTO
- 2012 - Galerie hlavního města Prahy, Staroměstská radnice, E. L. F.
- 2014 – Galerie Felixe Jeneweina města Kutné Hory , MODELY SVĚTŮ

## Některé skupinové výstavy
- 1989 – Svárov, Konfrontace VIII.
- 1990 – Praha, Galerie u Řečických, Skupina Pondělí
- 1991 – München, Galerie der Kunstler, “Beitrag zum Gluck”
- 1992 – Praha, Galerie V. Špály, Mezi Ezopem a Mauglím
- 1993 – Praha Galerie Nová Síň, Jako ženy
- 1995 – Praha, Galerie Mánes, Test Run
- 1996 – Praha, Galerie Václava Špály, Shake – Šejk
- 1997 – Budapešť, Muczarnok Muzeum, Cena J. Chalupeckého
- 1997 – Praha, Starý královský palác, Pražský hrad, Cena J. Chalupeckého
- 1997 – Paříž, České centrum, Paralely
- 1998 – Holandsko, Univerzita v Enschede, Cena J. Chalupeckého
- 1999 – Praha, Václavské nám. 15, CZ 99
- 2001 – New York, World Trade Center, New Connection
- 2001 – Praha, Veletržní palác, New Connection
- 2003 – Artnow.cz – Mánes Praha
- 2004 – Perfect Tense, Pražský hrad
- 2004 – Ejhle světlo, Moravská galerie Brno
- 2004 – Pure beauty, Galerie Kritiků
- 2005 – Galerie RUDOLFINUM, IMPRESE [3]
- 2006 – Festival Mitte europa Bayern, Pirna, Německo
- 2009 - Centrum současného umění DOX, ČTRNÁCT S
- 2010 - Centrum současného umění DOX,  CENA J. CHALUPECKÉHO 2010
- 2013 - Centrum současného umění FUTURA - Grafický design

## Zastoupení ve sbírkách
- Praha, Národní galerie, Sbírka současného výtvarného umění, Veletržní palác
- Olomouc, Dům umění
- Klatovy KLENOVÁ u Bílého Jednorožce
- Soukromé sbírky: Sydney, New York, Česká republika

## Články
- https://rare.makersplace.com/2023/10/26/art-as-scientific-hypothesis-interview-with-michal-nesazal/
- https://www.artantiques.cz/michal-nesazal
- https://www.novinky.cz/clanek/kultura-malir-michal-nesazal-a-jeho-cesta-osameleho-poutnika-40439783
- https://www.novinky.cz/clanek/kultura-malir-michal-nesazal-chci-zachytit-pritomny-okamzik-40368180